# Varoš
Varoš (makedonska: Варош) är en stadsdel i Prilep i Nordmakedonien. Den ligger i kommunen Prilep, i den centrala delen av landet, 70 kilometer söder om huvudstaden Skopje. Varoš ligger 690 meter över havet och antalet invånare är 3 175.